# J・C・ライエンデッカー
ジョセフ・クリスチャン・ライエンデッカー（Joseph Christian Leyendecker、1874年3月23日 - 1951年7月25日）は、20世紀初頭のアメリカ合衆国において活動していたイラストレーター。ポスター、本や広告のイラストでよく知られ、トレードキャラクターはアローカラーマンである。またサタデー・イブニング・ポストの表紙を多く描いた。1896～1950年にかけて、ライエンデッカーは400以上の雑誌の表紙を手掛けた。アメリカンイラストレーションの黄金期の間、サタデー・イブニング・ポストのために322以上を描き、またそのインテリアページのための広告イラストも多数生み出した。ノーマン・ロックウェルが20年後に現れるまでは、1つの出版物と完全に同一視される程だった。現代の雑誌デザインのアイディアの全てはライエンデッカーが実質的に発明したとも言える。

## 人物
J.C.ライエンデッカーは1874年3月23日にラインの近くの小さな村、ドイツ南西部のモンタバウアに生まれた。父はピーター・ライエンデッカー（1838年～1916年）、母はエリザベス・オルツァィフェン・ライエンデッカー（1845年～1905年）。ジョセフは次男で、長男は5歳年上のアドルフ・A、2歳年上の姉オーガスタ・メアリー、5歳年下の弟フランク・ザビエルがいる。

## 美術教育
1882年、ライエンデッカーは一族でイリノイ州のシカゴに移住した。母エリザベスの叔父がマカヴォイ醸造所を築き成功していた。思春期後半、シカゴにある製版画業のJ.マンツ社で働き、最初の商業依頼であるPower Brothers Companyの聖書のイラスト60枚を完成させた後、シカゴ美術研究所(Art Institute of Chicago)で正式な美術トレーニングを受け始めた。
シカゴ美術研究所でジョン・H・ヴァンダーポールの指導のもとドローイングと解剖学を勉強した後、弟のフランク・ライエンデッカーと1年間パリのアカデミー・ジュリアンに在籍した。パリではフランスアール・ヌーヴォーの担い手のアンリ・ド・トゥールーズ＝ロートレックやジュール・シェレ、アルフォンス・ミュシャらを見出した。

## 経歴
1899年、ライエンデッカー兄弟はアメリカに戻り、イリノイのハイドパークのアパートメントに居を構え、South Michigan Ave. 410のChicago's Fine art buildingにスタジオを持った。その年の3月20日、ジョーはサタデー・イブニング・ポストの表紙の最初の依頼を受けた。これが彼の44年に渡るこの国で最も人気のある雑誌との提携の始まりだった。その雑誌のために322の表紙を作成し、多くの象徴的ビジュアルイメージと、ニューイヤーベイビー、小太りの赤い衣装のサンタクロース、母の日の花束、1月4日の爆竹を含む多くの伝統を生み出した。

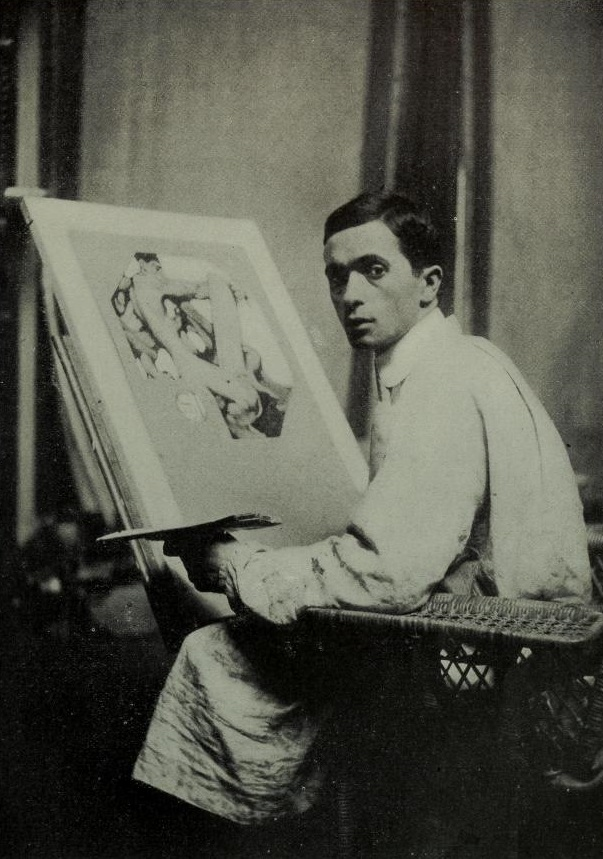
スタジオのライエンデッカー

1900年、ジョー、フランク、姉のメアリーはアメリカの商業アート、広告、出版産業の中心のN.Y.に移住した。次の10年間、Interwoven Socks, Hartmarx, B. Kuppenheimer & Co., and Cluett Peabody & Companyを含むアパレル会社と長期間の有益な仕事の関係を開始した。彼がArrowブランドのシャツカラーのシリーズ画の作成のために雇われたとき、後者はライエンデッカーにもっとも重要な依頼をもたらした。ライエンデッカーのアローカラーマンと、後に彼が作り出したKuppenheimer SuitsとInterwoven Socksのイメージは20世紀初頭の数十年の間ファッショナブルなアメリカ人男性の定義となった。ライエンデッカーはしばしば彼のお気に入りのモデルと、パートナーであるチャールズ・ビーチ（1886～1952）を使った。
ライエンデッカーにとって他に重要な依頼は朝食フード製造会社のケロッグからのものだった。主要な広告キャンペーンの一部として、ケロッグのコーンフレークを販売促進するための20のケロッグキッズのシリーズを作成した。
1914年、ライエンデッカーはチャールズ・ビーチを伴い、ニューヨーク州のニューロシェルに移住した。そこでJ.C.は残りの人生を過ごすことになる。第一次世界大戦の間、多くの雑誌のカバーと男性ファッション広告の依頼に加えて、J.C.は合衆国軍と戦争協力のための勧誘ポスターも描いた。
1920年代はライエンデッカーのキャリアの頂点だった。彼の代表作のいくつかはこの時期に完了している。現代広告は突出したアメリカの広告アーティストたちの間で広く認められたライエンデッカーによって真価を認められた。この人気は広告を超えて拡大し、ライエンデッカーの私生活にまで及んだ。彼とチャールズ・ビーチは大きなGalaを主催し、全てのセクターから多くの人々が参加した。彼らがニューロシェルの家やスタジオで主催したパーティは社会的に重要で、有名人を輩出するイベントだった。

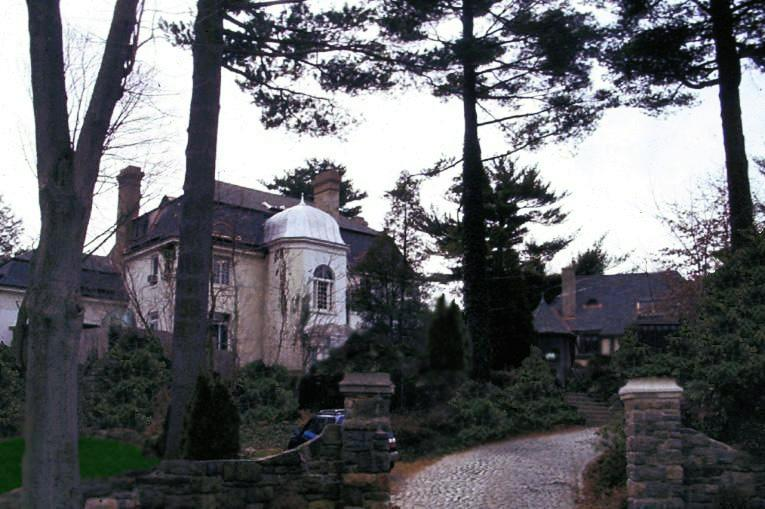
ニューヨーク、ニューロシェルのライエンデッカー邸

1920年代にピークを迎えたライエンデッカーのキャリアは、1930年代下降し始める。1930～1931年ごろ、Cluett, Peabody, & Co.は広告にライエンデッカーのイラストを使用するのをやめた。現在シャツ、タイのカラー製造業は1921年以降深刻に衰退した。この間、常に内気なライエンデッカーはより一層孤独になり、姉のメアリやチャールズ以外の人と殆ど口を利かなくなった（フランクは1924年に薬物依存の結果亡くなっている）。前の10年間広く広がりほとんど全てに普及した彼の人気に対する反作用、あるいは1929年の大恐慌に伴う新エコノミックリアリティの結果として、ライエンデッカーへの依頼は減り続けた。1936年、ライエンデッカーのキャリアをここまで引き上げたサタデー・イブニング・ポストの編集者、ジョージ・ホレイス・ロリマーがリタイア。Wesley Winans Stout（1937～1942）とBen Hibbs（1942～1962）に変わった。そのどちらもライエンデッカーにイラストカバーを滅多に依頼しなかった。
ライエンデッカーの最後のサタデー・イブニング・ポストの表紙は1943年1月2日のニューイヤーベイビーだった。このようにこのアーティストの最も利益を生み出した沢山の依頼は終わった。新しい依頼は入り続けたが、緩やかだった。最も主要なものはアメリカ合衆国旧陸軍省のためのポスターだった。そこでライエンデッカーは第二次世界大戦への国民の戦争協力のため国債を購入するように呼びかける軍隊の司令官を描いている。
ライエンデッカーは1951年7月25日にニューロシェルの自宅で死亡した。

## 私生活

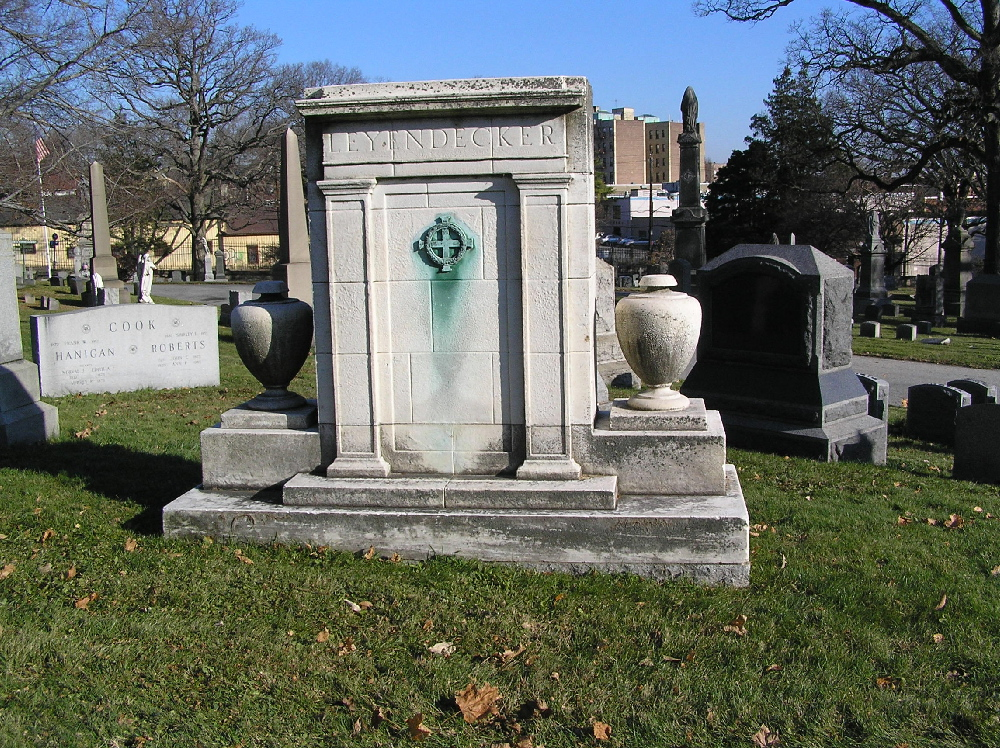
ウッドローン墓地のライエンデッカーの墓

多くの伝記作家はJ.C.ライエンデッカーのセクシャリティについて推測してきた。しばしば彼の作品の同性愛的な美しさはホモセクシャルのアイデンティティに起因するとされた。疑いようもなく、ライエンデッカーは同性社会の空間を描くことに秀でていた。ロッカールーム、クラブハウス、仕立て屋など。突出してハンサムで若い男性たちが意味ありげなポーズで視線を交わすなど。更にはライエンデッカーは生涯独身だった。そして彼の成人してからの人生の殆どの期間を一人の男性と一緒に暮らした。チャールズ・ビーチである。彼の恋人だったと仮定され、有名なアローカラーマンのオリジナルモデルだった。
ライエンデッカーが1920年代に知られるようになった有名なGalaのような社交的集会にビーチが参加していた一方、彼はライエンデッカーの後年の社会的孤立に対しても大きく貢献していた。ビーチは彼の生涯の最後の数ヶ月間アーティストと外部のコンタクトを禁止したと伝えられる。イラストレーターとしての彼の名声のお陰で、ライエンデッカーは狂騒の20年代のデカダンスの大変贅沢なライフスタイルを満喫することが出来た。
しかしながら1930年代に依頼が減り始めるとかなりの支出の削減を強いられた。彼が死ぬ前までにライエンデッカーはニューロシェルの家庭用の使用人を全てやめさせることになった。彼とビーチは広い邸宅を彼ら自身で管理しなくてはならなかった。
ライエンデッカーはビーチと姉の間で邸宅を均等に分割して遺した。
ライエンデッカーはN.Y.のブロンクスのウッドローン墓地の両親と弟フランクのそばに埋葬された。
チャールズ・ビーチはライエンデッカーの数年後死亡。彼の埋葬場所は知られていない。

## 主な作品

### 広告作品
- Amoco
- ボーイスカウトアメリカ連盟

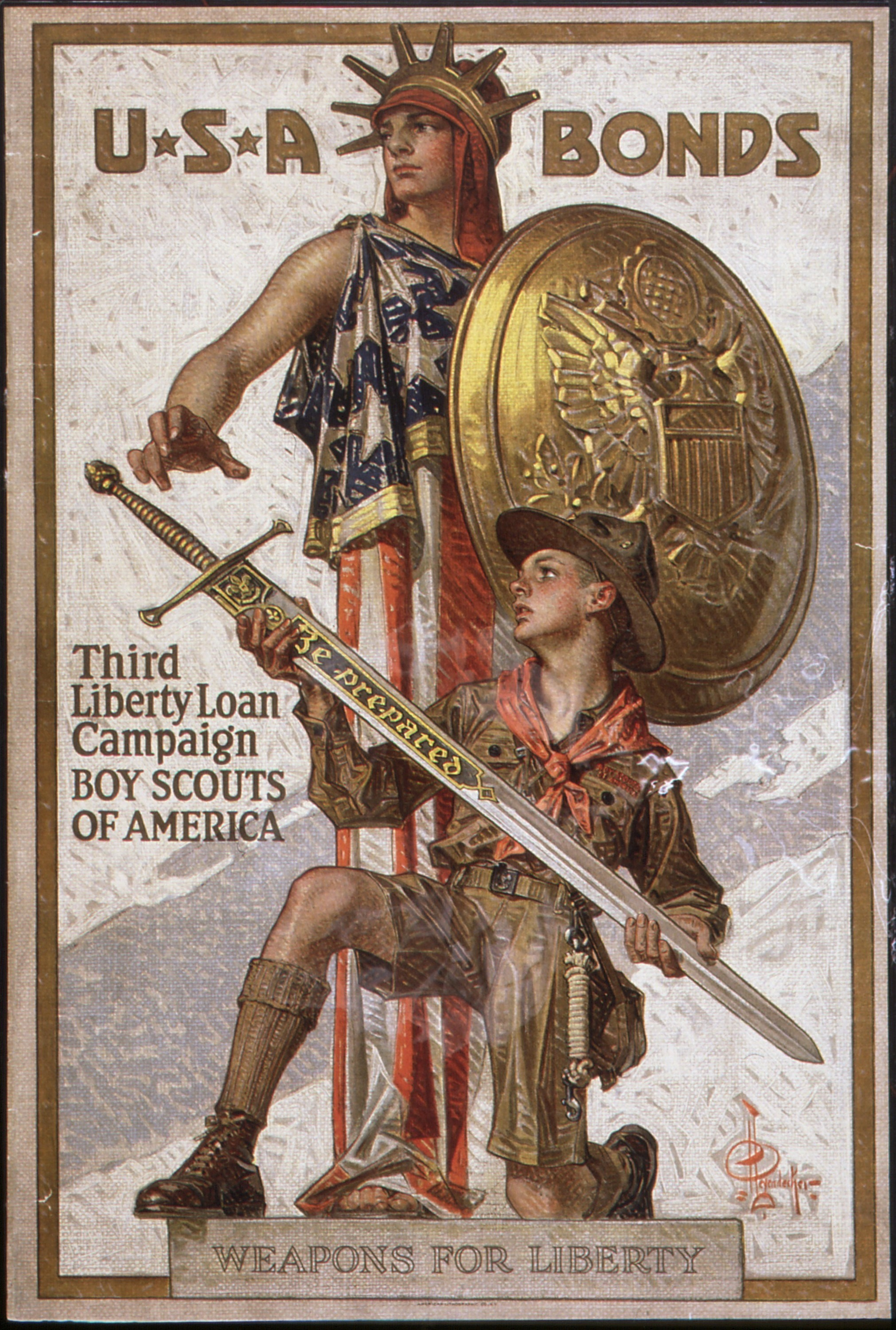
Weapons for Liberty – U.S.A. Bonds. 、自由の女神にボーイスカウトが武器を渡すというデザインの戦時公債募集のライエンデッカー作のポスター

- Chesterfield Cigarettes
- Cluett Peabody & Company
- Collier's Weekly
- Cooper Underwear
- Cream of Wheat
- Curtis Publishing Company
- Franklin Automobile
- Hart Schaffner & Marx
- Ivory Soap
- Kellogg Company
- Kuppenheimer
- Overland Automobile
- Palmolive Soap
- Pierce Arrow Automobile
- Procter & Gamble
- The Century Company
- The Timken Company
- アメリカ陸軍
- アメリカ海兵隊
- アメリカ海軍
- Willys-Overland Company

### 作品所蔵
J・C・ライエンデッカーの作品はたとえば、カリフォルニア州ストックトンのハギン美術館(Haggin Museum)、ロードアイランド州ニューポートのNational Museum of American Illustration、イリノイ州シカゴのPritzker Military Museum & Libraryに数蔵されている。

## 影響
20世紀前半の殆どの期間、サタデー・イブニング・ポストの一番人気のあるイラストレーターとして、ライエンデッカーの仕事はアメリカのその時代のカルチャーのビジュアルイメージで典型を反映し示した。サンタクロースの陽気な小太りの男がファのついた赤いコートを着ているメインストリームイメージはライエンデッカーのニューイヤーベイビーによって普及した。母の日のギフトとして花を贈る伝統はライエンデッカーの1914年5月30日のサタデー・イブニング・ポストのカバー、ヒヤシンスを運ぶ若いベルボーイが始まりである。ウィルソン大統領がその年の公式の休みとして母の日を宣言した記念として作成されたものである。
ライエンデッカーは流行の先端であり、ノーマン・ロックウェルの友人であった。彼はライエンデッカーの葬式で棺を担いだ。特に、サタデー・イブニング・ポストのノーマン・ロックウェルの初期の仕事はライエンデッカーのものと表面上強い相似が認められる。今日ノーマン・ロックウェルはアメリカの最もよく知られたビジュアルイメージの確立者として一般的に認められているが、多くの場合、彼らはライエンデッカーの仕事の派生、あるいはロックウェル崇拝によって確立されたビジュアルテーマの再解釈である。

## ギャラリー

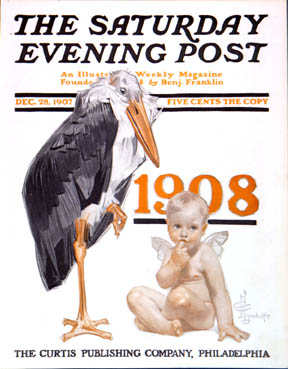
サタデー・イブニング・ポスト1907年12月号 表紙
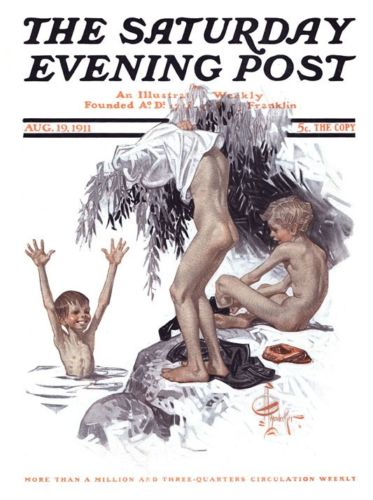
サタデー・イブニング・ポスト1911年7月号 表紙
Illustration for Queen Maev in Myths and Legends of the Celtic Race, 1911
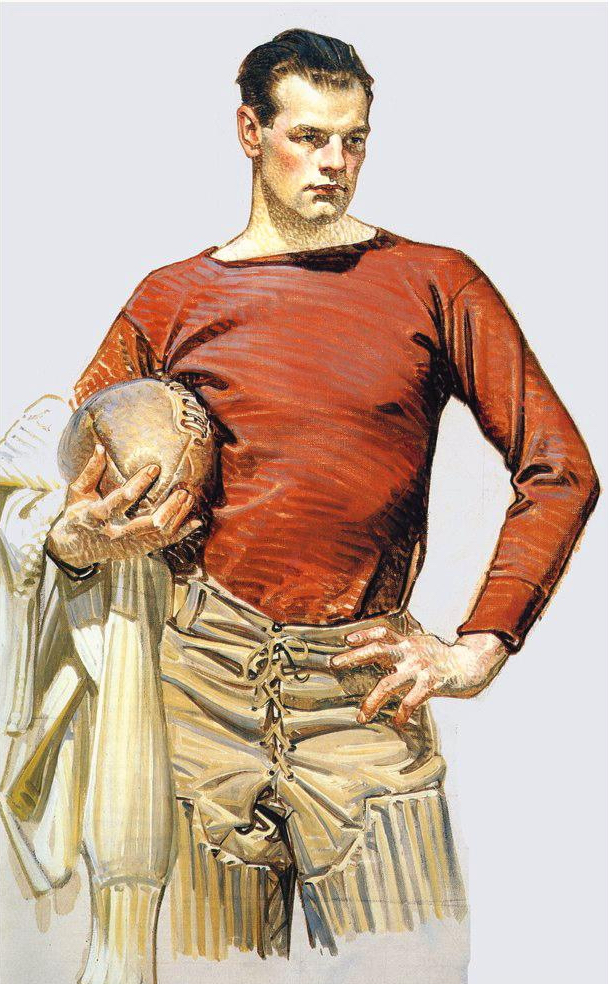
Drawing from 1913.
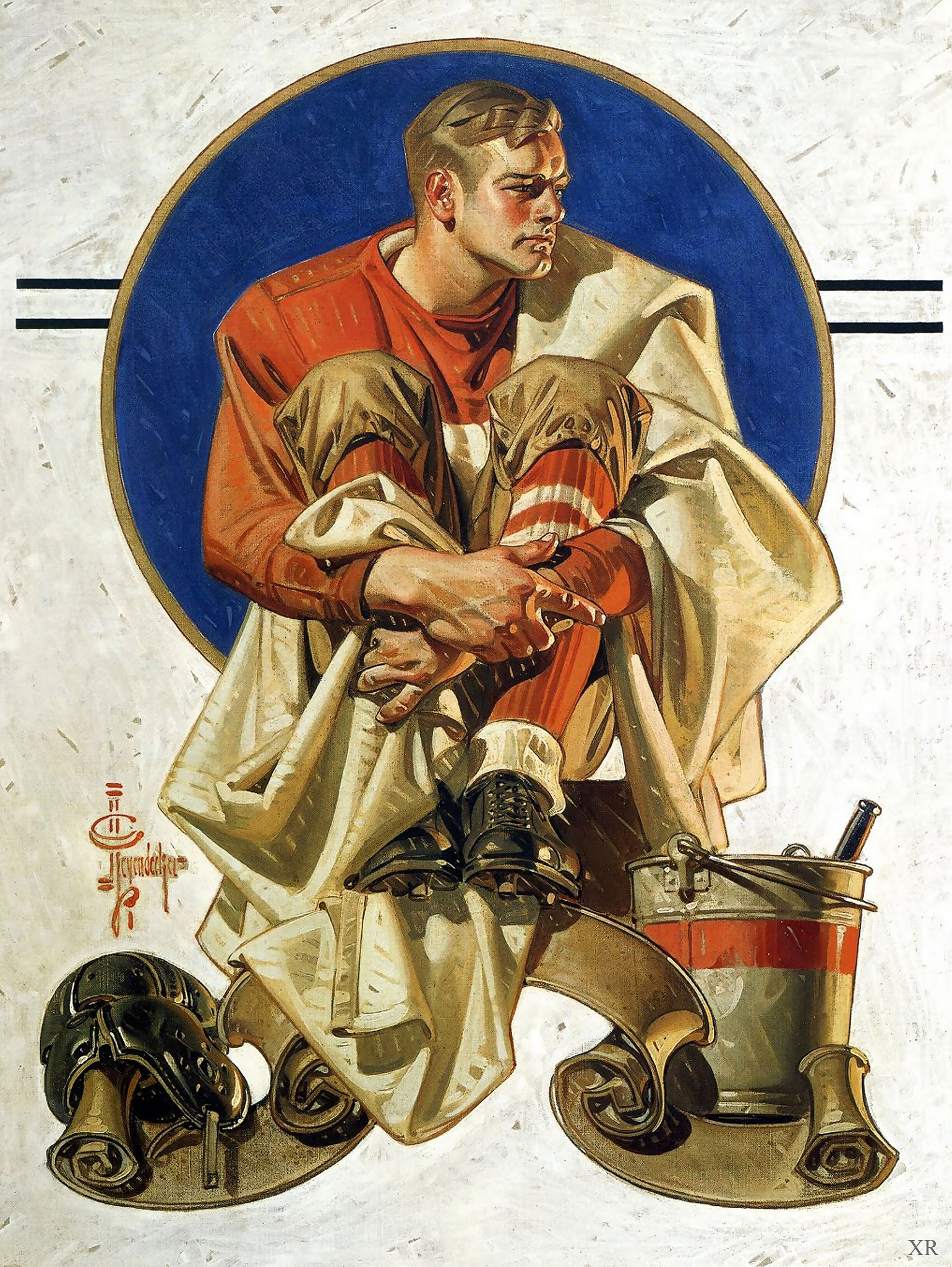
サタデー・イブニング・ポスト 表紙原稿
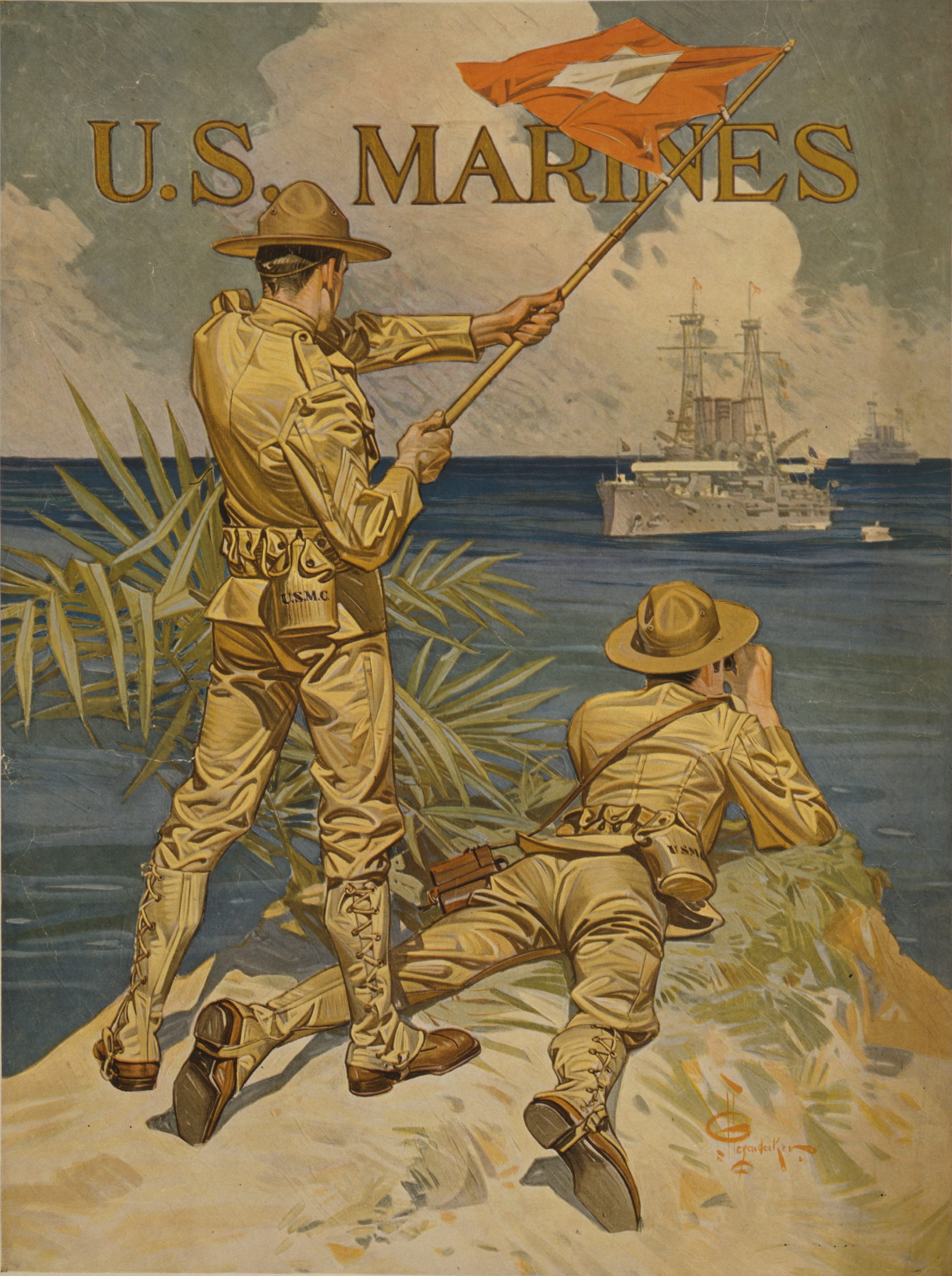
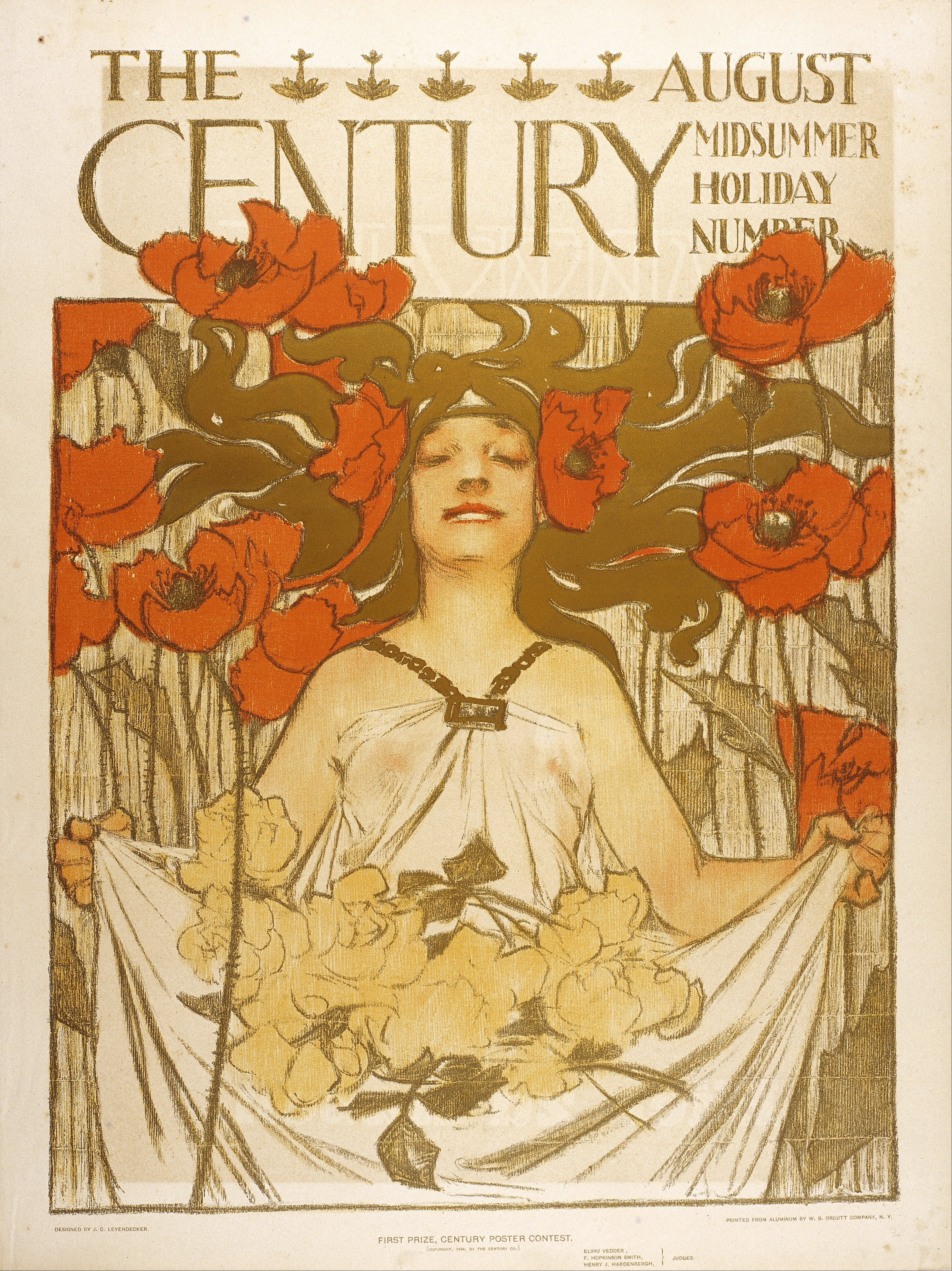
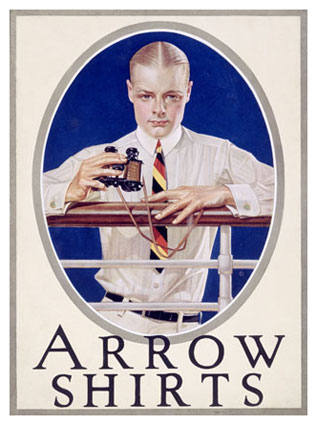
1920年代衣料品広告.
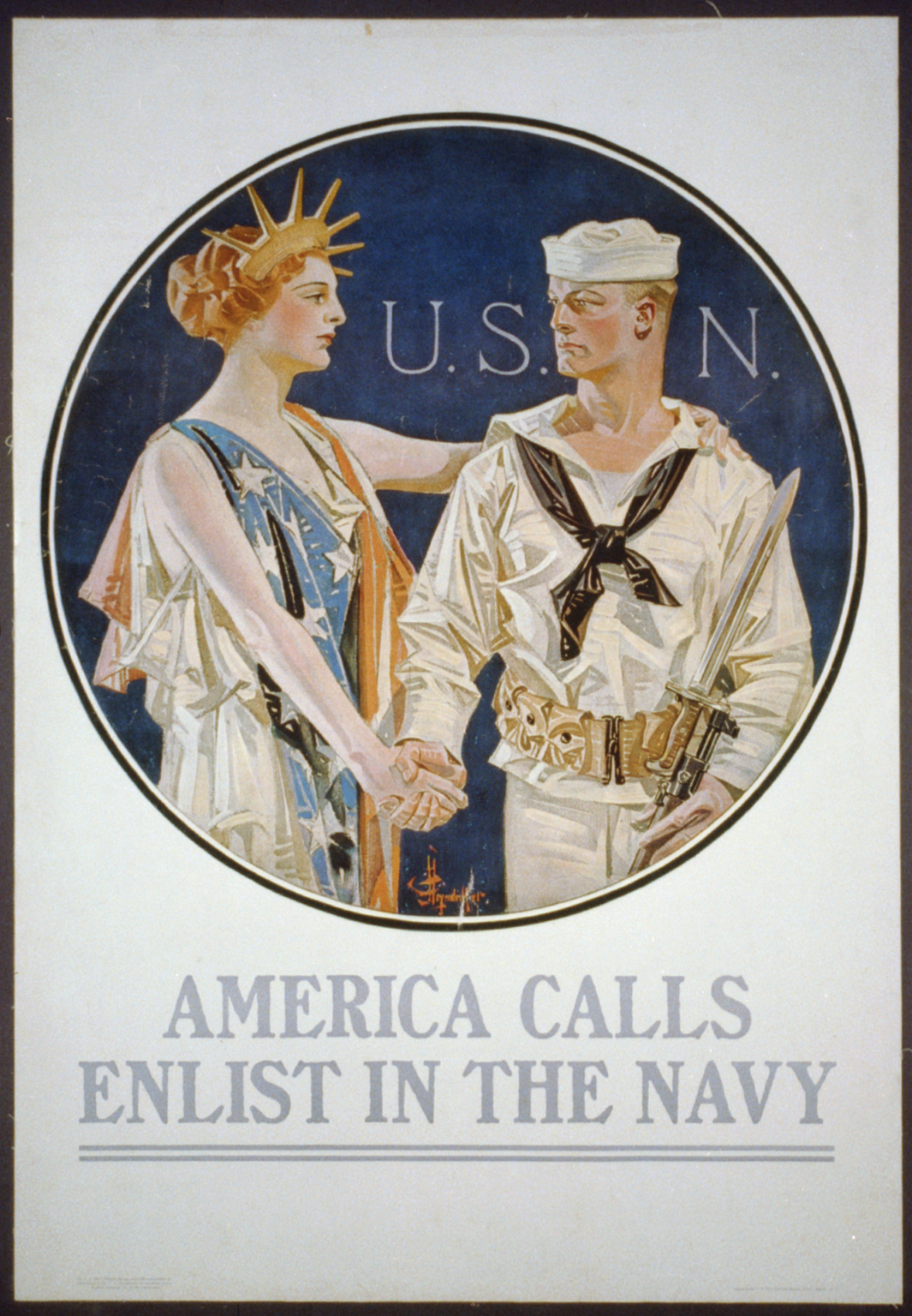
アメリカ海軍入隊勧誘広告
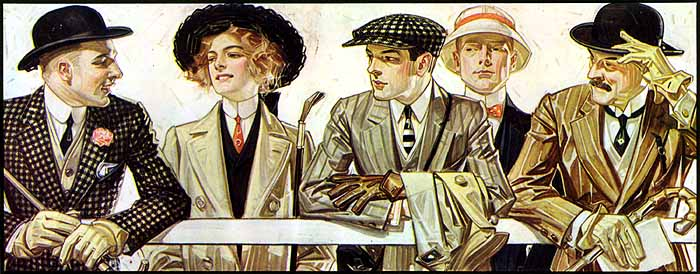
衣料品メーカー広告